# Oestron
Oestron of estron is een zwak vrouwelijk hormoon met de brutoformule C18H22O2.
Oestron is het minst voorkomende oestrogeen. Het lichaam kan oestron omzetten naar oestronsulfaat, dat een lange levensduur heeft. Dit oestronsulfaat kan het lichaam dan omzetten naar oestradiol. Oestron heeft een invloed op het immuunsysteem. Het lichaam maakt dit aan vanuit androsteendion. Oestron is zwakker qua werking dan oestradiol. Na de menopauze komt naar verhouding meer oestron voor.